# Emil Bejmo
Emil Bejmo, född 10 oktober 1989 i Karlstad, är en svensk ishockeyspelare som spelar för Mora IK i Hockeyallsvenskan.
Han har även spelat för Luleå HF i European Trophy-sammanhang.